# Ikkatteq
Ikkatteq [ˈiˌkːatːɜ(q)] (Kitaamiusut Ikkattoq; nach alter Rechtschreibung Íkáteĸ bzw. Íkátoĸ) ist eine wüst gefallene grönländische Siedlung im Distrikt Ammassalik in der Kommuneqarfik Sermersooq.

## Lage
Ikkatteq liegt auf einer Insel im Osten des Eingangs des Fjords Sermilik. Direkt östlich schließt die größere Insel Immikkeerteq an, die Ikkatteq von der weitaus größeren Ammassalik Ø trennt. Bis nach Tasiilaq sind es 14 km in östliche Richtung.

## Geschichte
Ikkatteq ist nicht zu verwechseln mit der 67 km nordöstlich liegenden gleichnamigen Siedlung aus den 1950er Jahren an der Stelle des verlassenen US-Luftwaffenstützpunktes Bluie East Two. In Ikkatteq fand sich bereits vor den 1920er Jahren eine dauerhafte Siedlung. 1930 lebten 25 Personen in Ikkatteq. 1937 wurde eine Schulkapelle am Wohnplatz errichtet. 1940 wohnten 56 Menschen in Ikkatteq und 1958 waren es 80. Ikkatteq war kein Udsted, aber 1950 errichtete Den Kongelige Grønlandske Handel ein Depot in Ikkatteq, das vor allem vom Robbenfang und der Walross- und Fuchsjagd lebte. Die Einwohnerzahl sank während der 1960er Jahre stark, und 1970 lebten nur noch 40 Menschen im Ort.

## Söhne und Töchter
- Harald Bianco (* 1954), Politiker (Inuit Ataqatigiit)

## Bevölkerungsentwicklung
Die Bevölkerungszahl von Ikkatteq bewegte sich sprunghaft bei etwa 40 Einwohnern, bevor die Zahl ab 1990 stark zurückging. Nachdem ab 1997 nur noch eine Handvoll Menschen im Ort wohnten, ist Ikkatteq seit 2006 vollständig verlassen.